# کامیلا-۱۱
کامیلا-۱۱ (به لاتین: Comilla-11) یک منطقهٔ مسکونی در بنگلادش است که در ناحیه کومیلا واقع شده‌است.